# Національно-Демократична Партія Буковини
Національно-Демократична Партія Буковини — найвпливовіша українська політична партія Герцогства Буковина (поч. ХХ ст.).

## Створення
Панівне становище в тогочасні політичній системі Герцогства Буковина займали «народовці», які тісно співпрацювали зі своїми однодумцями з Галичини, котрі в 1890-х рр. створили Українську Радикальну Партію та Українську Національно-Демократичну Партію. Водночас, далі співпраці справа не йшла. Причина полягала не тільки в релігійних відмінностях між буковинськими та галицькими українцями (останні були дуже тісно пов'язані з УГКЦ), а й у різних підходах до тактики боротьби — галицькі політики були прихильниками конфронтаційних методів, буковинські схилялися до вирішення питань через компроміс. Досить часто це ставало каменем спотикання між ними і під час роботи у Рейхсраті. Хоча, безумовно, у ключових питаннях українці Буковини і Галичини діяли солідарно.

Буковинські українці приступили до партійного будівництва значно пізніше за своїх галицьких колег. Все політичне життя краю зосереджувалось навколо місцевої «Руської Ради». Проте, остання була скоріше «політичним клубом» без будь-якої політичної платформи, програми тощо. А станом на початок 1900-х рр. взагалі не проявляла активності.

Навіть коли буковинські народовці сформували «Національну Раду» (1907), яка повинна була займатись питаннями створення місцевої «Національної Партії», внутрішній спротив залишався відчутним. Партійне структурування значно прискорилось після конфлікту, який виник між лідерами «буковинських народовців» Миколою Васильком та Степаном Смаль-Стоцьким, який допустив низку прорахунків в управлінні «Руською Касою» та іншими місцевими кридитними товариствами. Цей конфлікт досяг апогею на першому засідання Буковинського крайового сейму (скликання — 1911), коли С.Смаль-Стоцький змушений був скласти мандат посла крайового парламенту.

## Діяльність
До 1911 року керівником був С.Смаль-Стоцький. Після розколу — було обрано Миколу Василька. Її активними членами були: Омелян Попович, Єротей Пігуляк, Ілля Семака, Микола Спинул тощо.
Єдиною суттєвою відмінстю НДПБ від поперєдньої (народовської) форми діяльності була наявність партійної програми, яку було розроблено у повній відповідності до австрійської конституції. Її наріжним каменем було — відстоювання культурно-просвітницьких та соціально-економічних прав українців Буковини.

НДПБ була демонстративно лояльною до Австрійської імперії. Вважалась «українською правлячою партією». Мала найбільшу електоральну підтримку у краї з усіх українських політичних сил.
Як друкований орган НДПБ було засновано газету «Народній Голос». При цьому продовжували активно використовувати «Буковину».